# Процесс над «красновцами»

Судебный процесс (15—16 января 1947 года).
Первый ряд: П. Н. Краснов, А. Г. Шкуро, С. Клыч-Гирей.
Второй ряд: Г. фон Паннвиц, С. Н. Краснов, Т. Н. Доманов

В списке в алфавитном порядке представлены лица, в отношении которых 15—16 января 1947 года проводилось судебное следствие в Военной коллегии Верховного суда СССР под председательством Василия Ульриха, в Москве.
В СССР официально назывался «процессом над агентами германской разведки, главарями вооруженных белогвардейских частей в период гражданской войны». Подсудимыми по делу являлись руководители и участники белоэмигрантских организаций и воинских формирований, воевавших на стороне Третьего рейха во главе с атаманом П. Н. Красновым. Всего перед судом предстало 6 человек.

## Репатриация «красновцев»
Согласно Ялтинскому соглашению союзников по антигитлеровской коалиции, стороны приняли на себя обязательство вернуть перемещённых лиц в страны их гражданства. 11 февраля 1945 года были заключены двухсторонние советско-американское и советско-английское соглашения о взаимной репатриации советских, американских и английских граждан. Подобное соглашение с Францией было подписано 26 июня 1945 года. Репатриации не подлежали белогвардейцы и белоэмигранты, не являвшиеся гражданами СССР. Исключением стала только выдача англичанами казаков армии генерала Краснова, воевавшей против югославских партизан. Их, согласно письму Л. П. Берии И. В. Сталину и В. М. Молотову № 597/б от 26 мая 1945 года, ожидалось около 40 тыс. человек, и им надлежало пройти стандартную для перемещённых во время войны лиц процедуру проверки и фильтрации. При этом рядовые казаки (31 тыс.) рассматривались как «свои», то есть советские граждане, которые должны были пройти проверку в лагерях системы ОПФЛ (Кизеловский ПФЛ № 0302 — 12 тыс., Прокопьевский ПФЛ № 0315 — 12 тыс., Кемеровский ПФЛ № 0314 — 7 тыс.), а офицеры и немецкие инструкторы (9 тыс.) — как «чужие» и вместе со взятыми в плен немцами, венграми, румынами и т. д. направлялись в Прокопьевский лагерь № 525 системы ГУПВИ. Фактически от англичан было принято 46 тыс. человек (включая членов семей), причём казачьих офицеров и немецких инструкторов оказалось почти вдвое меньше ожидавшегося: около 5,5 тыс. человек. Рядовые казаки в количестве 40,5 тыс. были направлены для фильтрации в обычные лагеря.
Суду были подвергнуты только сам атаман Краснов и его ближайшее окружение.

## Обвинения

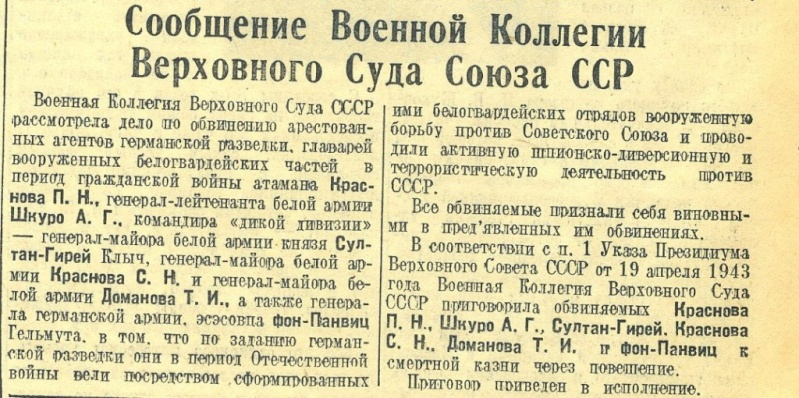
Сообщение в газете «Правда» от 17.01.1947

Подсудимым были предъявлены обвинения по следующим пунктам:
1. Измена родине, то есть действия, совершенные гражданами Союза ССР в ущерб военной мощи Союза ССР, его государственной независимости или неприкосновенности его территории, как-то: шпионаж, выдача военной или государственной тайны, переход на сторону врага, бегство или перелёт за границу (ст. 58-1а УК РСФСР).
2. Шпионаж, то есть передача, похищение или собирание с целью передачи сведений, являющихся по своему содержанию специально охраняемой государственной тайной, иностранным государствам, контрреволюционным организациям или частным лицам (ст. 58-6 ч. 1 УК РСФСР).
3. Совершение террористических актов, направленных против представителей советской власти или деятелей революционных и рабочих партий, крестьянских организаций, и участие в выполнении террористических актов, хотя бы и лицами, не принадлежащими к контрреволюционным организациям (ст. 58-8 УК РСФСР).
4. Всякого рода организационная деятельность, направленная к подготовке или совершению предусмотренных в настоящей главе[6] преступлений, а равно участие в организации, образованной для подготовки или совершения одного из преступлений, предусмотренных настоящей главой (ст. 58-11 УК РСФСР).

Кроме того, в отношении подсудимых был применён указ Президиума Верховного Совета СССР от 19 апреля 1943 года № 39 «О мерах наказания для немецко-фашистских злодеев, виновных в убийствах и истязаниях советского гражданского населения и пленных красноармейцев, для шпионов, изменников родины из числа советских граждан и для их пособников».
По итогам судебных разбирательств все подсудимые были приговорены к смертной казни через повешение. Приговор всем был приведён в исполнение в Лефортовской тюрьме 16 января 1947 года.
В 1990-х годах были предприняты попытки реабилитации подсудимых по данному процессу. Реабилитирован был лишь Гельмут фон Паннвиц, реабилитация которого впоследствии была отменена. Остальным осуждённым Военной коллегией Верховного суда Российской Федерации в реабилитации было отказано.

## Условные обозначения в таблице
- Серым цветом в таблице выделен гражданин Германии.
- Бежевым цветом в таблице выделен гражданин СССР.
- Белым цветом в таблице выделены лица без гражданства.
- В — персоналия признана виновной согласно данному пункту предъявленного обвинения.
- РО — персоналия реабилитирована по данному пункту предъявленного обвинения, но впоследствии реабилитация отменена.
- ОНП — персоналии согласно данному пункту обвинение не предъявлялось.

## Список подсудимых процесса над «красновцами»
| Полное имя                 | Портрет                                  | Род занятий | Признание вины по пунктам обвинения | Признание вины по пунктам обвинения | Признание вины по пунктам обвинения | Признание вины по пунктам обвинения | Признание вины по пунктам обвинения | Приговор суда и последующая судьба |
| Полное имя                 | Портрет                                  | Род занятий | 1                                   | 2                                   | 3                                   | 4                                   | У                                   | Приговор суда и последующая судьба |
| -------------------------- | ---------------------------------------- | --- | ----------------------------------- | ----------------------------------- | ----------------------------------- | ----------------------------------- | ----------------------------------- | --- |
| Тимофей Николаевич Доманов | (1887 — 16 января 1947)                  | Сотник Белой армии, генерал-майор вермахта, походный атаман Казачьего стана Главного управления казачьих войск при Министерстве оккупированных восточных территорий Германии.                     | В                                   | ОНП                                 | ОНП                                 | В                                   | В                                   | Признан виновным по всем пунктам обвинения, повешен 16 января 1947 года. 25 декабря 1997 года Военная коллегия Верховного суда РФ пересмотрела уголовное дело в отношении Доманова. Приговор оставлен без изменения, а подсудимый признан не подлежащим реабилитации.           |
| Султан Клыч-Гирей          | (1880 — 16 января 1947)                  | Генерал-майор Белой армии, начальник Черкесской конной дивизии (называемой также «Дикой дивизией»).                                                                                               | ОНП                                 | В                                   | ОНП                                 | В                                   | В                                   | Признан виновным по всем пунктам обвинения, повешен 16 января 1947 года. 25 декабря 1997 года Военная коллегия Верховного суда РФ пересмотрела уголовное дело в отношении Султана Клыч-Гирея. Приговор оставлен без изменения, а подсудимый признан не подлежащим реабилитации. |
| Пётр Николаевич Краснов    | (10 (22) сентября 1869 — 16 января 1947) | Атаман Всевеликого войска донского, генерал от кавалерии Русской императорской армии, начальник Главного управления казачьих войск при Министерстве оккупированных восточных территорий Германии. | ОНП                                 | В                                   | ОНП                                 | В                                   | В                                   | Признан виновным по всем пунктам обвинения, повешен 16 января 1947 года. 25 декабря 1997 года Военная коллегия Верховного суда РФ пересмотрела уголовное дело в отношении П. Н. Краснова. Приговор оставлен без изменения, а подсудимый признан не подлежащим реабилитации.     |
| Семён Николаевич Краснов   | (13 марта 1893 — 16 января 1947)         | Полковник Белой армии, генерал-майор вермахта, начальник штаба Главного управления казачьих войск при Министерстве оккупированных восточных территорий Германии.                                  | ОНП                                 | ОНП                                 | В                                   | В                                   | В                                   | Признан виновным по всем пунктам обвинения, повешен 16 января 1947 года. 25 декабря 1997 года Военная коллегия Верховного суда РФ пересмотрела уголовное дело в отношении С. Н. Краснова. Приговор оставлен без изменения, а подсудимый признан не подлежащим реабилитации.     |
| Гельмут фон Паннвиц        | (14 октября 1898 — 16 января 1947)       | Генерал-лейтенант вермахта (до 1.2.1945), группенфюрер СС, генерал-лейтенант войск СС, верховный походный атаман Казачьего стана, командир 15-го казачьего кавалерийского корпуса СС.             | ОНП                                 | ОНП                                 | ОНП                                 | ОНП                                 | В/РО                                | Признан виновным по предъявленному обвинению, повешен 16 января 1947 года. 22 апреля 1996 года решением Главной военной прокуратуры РФ был реабилитирован. 28 июня 2001 года Главная военная прокуратура РФ отменила своё решение.                                              |
| Андрей Григорьевич Шкуро   | (7 (19) февраля 1886 — 16 января 1947)   | Генерал-лейтенант Белой армии, начальник Резерва казачьих войск при Главном штабе войск СС. | ОНП                                 | В                                   | ОНП                                 | В                                   | В                                   | Признан виновным по всем пунктам обвинения, повешен 16 января 1947 года. 25 декабря 1997 года Военная коллегия Верховного суда РФ пересмотрела уголовное дело в отношении Шкуро. Приговор оставлен без изменения, а подсудимый признан не подлежащим реабилитации.              |